# Joanna Krzyżanek
Joanna Krzyżanek (ur. w Poznaniu) – polska autorka bajek, opowieści i wierszy dla dzieci. Prowadząca warsztaty literackie, teatralne, plastyczne oraz kulinarne.
Autorka serii książek o Cecylce Knedelek. Należy do niej m.in. tytuł „Cecylka Knedelek, czyli książka kucharska dla dzieci”, za którą została wyróżniona w VII edycji konkursu „Świat przyjazny dziecku”.

## Wybrane publikacje
- Króliki Ludwiki. Opowiastki gramatyczne, Papilon 2023, ISBN 978-83-271-0582-0.
- Kot Papla i babeczka, Debit 2020, ISBN 978-83-8057-418-2.
- Kot Papla i dinozaur, Debit 2020, ISBN 978-83-8057-419-9.
- Byki Weroniki. Historyjki ortograficzne, Papilon 2020, ISBN 978-83-271-0623-0.
- Rodzina Wafelków. Porady na dziecięce sprawy, Papilon 2018, ISBN 978-83-271-0385-7.
- Dobre maniery dla dzieci. Rodzina Wafelków, Papilon 2019, ISBN 978-83-271-0414-4.
- Ignaś Ziółko gotuje. Przygoda w warzywniaku, Debit 2018, ISBN 978-83-8057-242-3.
- Kotki Dorotki, Papilon 2018, ISBN 978-83-271-0622-3.
- Olek i psotny kotek, Papilon 2018, ISBN 978-83-271-0715-2.
- Pierwsza pomoc nie tylko dla przedszkolaków, Jedność 2018, ISBN 978-83-7971-443-8.
- Ignaś Ziółko gotuje. Przygoda u Świętego Mikołaja, Debit 2017, ISBN 978-83-8057-179-2.